# Bistritsa Babi
Bistritsa Babi is een groep oude vrouwen die een traditionele dans en meerstemming gezang uit de regio Shoplouk in Bulgarije opvoeren. 
De traditie omvat diafonie, ook bekend als Shoppe polyfonie, oude vormen van de horoketendans en de rituele praktijken van de lazarouvane, een initiatie-ceremonie voor jonge vrouwen. Diafonie is een specifieke vorm van meerstemmig gezang. De dansers, gekleed in traditionele kostuums, dansen in een cirkel. 
Sinds 2005 staat Bistritsa Babi op de Lijst van Meesterwerken van het Orale en Immateriële Erfgoed van de Mensheid.